# 2014年の航空
< 2014年
2013年の航空 - 2014年の航空 - 2015年の航空
2014年の航空（2014 ねんのこうくう）とは、2014年（平成26年）に起こった（予定されている）、航空関係をまとめたページである。

## 出来事の一覧

### 1月
- 1月15日
  - （運休） ユナイテッド航空（アメリカ・シカゴ）が、東京/成田 - シアトル線（1日1便）を運休[1]。
- 1月18日
  - （就航開始） Peach Aviation（大阪府泉佐野市）が、大阪/関西 - 高雄線を1日1便で就航開始[2][3]。
- 1月28日
  - （運航再開） 中国南方航空（中国・広州市）が、札幌/新千歳 - 広州線を週4便（火・水・土・日）で運航再開[4][5][6]。
- 1月29日
  - （就航開始） バニラ・エア（千葉県成田市）が、東京/成田 - 札幌/新千歳線を1日3便で就航開始[7][8]。
- 1月31日
  - （就航開始） 吉祥航空（中国・上海市）が、初めての日本路線となる沖縄/那覇 - 上海/浦東線を週4便（火・木・金・日）で就航開始[9]。

### 2月
- 2月1日
  - （就航開始） Peach Aviationが、大阪/関西 - 松山線を1日2便で就航開始[10]。
- 2月11日
  - （航空事故） アルジェリアのウムエルブアギ地方（英語版）の山岳地帯で軍のC-130輸送機が墜落する航空事故が発生。77名が死亡。
- 2月17日
  - （新ターミナル開業） 那覇空港に、新国際線旅客ターミナルビルが開業。なお、現在のターミナルビルは前日の最終便をもって廃止[11][12][13]。
- 2月19日
  - （運休） スターフライヤー（福岡県北九州市小倉南区）が、大阪/関西 - 福岡線（1日4便）を運休[14][15][16]。
- 2月20日
  - （運休） アシアナ航空（韓国・ソウル）が、大阪/関西 - 釜山線（1日2便）を運休[17]。

### 3月
- 3月1日
  - （就航開始） バニラ・エアが、東京/成田 - ソウル/仁川線を1日2便で就航開始。
  - （就航開始） 中国国際航空（中国・北京市）が、大阪/関西 - 大連 - 天津線を週3便（月・水・土）で就航開始[18][19]。
- 3月5日
  - （アライアンス加盟） ガルーダ・インドネシア航空（インドネシア・ジャカルタ）が、スカイチームに正式加盟[20][21][22]。
- 3月8日
  - （消息不明） クアラルンプール発北京/首都行きのマレーシア航空 MH370便 （ボーイング777-200型機）が消息不明となる（マレーシア航空370便墜落事故参照）。
- 3月15日
  - （就航開始） 春秋航空（中国・上海市）が、大阪/関西 - 上海/浦東線を1日1便で就航開始[23][24][25][26][27]。
- 3月17日
  - （就航開始） エアアジア X（マレーシア・クアラルンプール）が、名古屋/中部 - クアラルンプール線を週4便（月・水・金・土）で就航開始[28][29][30][31]。
- 3月28日
  - （運休） 大韓航空（韓国・ソウル）が、静岡 - ソウル/仁川線（週3便 水・金・日）を運休[32]。
  - （運休） タイ国際航空（タイ・バンコク）が、仙台 - バンコク/スワンナプーム線（週3便 水・金・日）を運休[33]。
  - （運休） デルタ航空（アメリカ・アトランタ）が、東京/成田 - 北京/首都線（週4便 火・木・金・日）を運休[34]。
  - （運休） ユナイテッド航空が、東京/成田 - バンコク/スワンナプーム線（週5便 水・木・金・土・日）を運休[35]。
- 3月29日
  - （運休） 日本航空（東京都品川区東品川）が、東京/成田 - ロンドン/ヒースロー線（1日1便）を運休[36]。
  - （運休） 全日本空輸（東京都港区東新橋）が、東京/成田 - 広島線・ロンドン/ヒースロー線・フランクフルト線・ミュンヘン線（いずれも1日1便）をそれぞれ運休[37][38][39][40]。
  - （運休） スカイマーク（東京都大田区）が、大阪/神戸 - 石垣線（週3便 金・土・日）、東京/成田 - 石垣線（1日1便）をそれぞれ運休[41][42][43]。
  - （運休） スターフライヤーが、北九州 - 釜山線（1日2便）を運休[44]。
  - （運休） アイベックスエアラインズ（東京都江東区）が、大阪/伊丹 - 宮崎線（1日1便）を運休[45]。
  - （運休） 中国南方航空が、札幌/新千歳 - 広州線（週4便 火・水・土・日）を運休[46][47]。
  - （運休） ルフトハンザドイツ航空（ドイツ・ケルン）が、東京/成田 - ミュンヘン線（1日1便）を運休[48]。
  - （運休） ジェットスター航空（オーストラリア・メルボルン）が、東京/成田 - マニラ - ダーウィン線（週4便 月・火・金・土）を運休[49]。
- 3月30日
  - （ダイヤ変更） 本日から航空ダイヤが「夏季ダイヤ」に移行。
  - （就航開始） 日本航空が、東京/羽田 - ホーチミンシティ線・ロンドン/ヒースロー線をいずれも1日1便で就航開始[36][50][51][52]。
  - （就航開始） 全日本空輸が、東京/羽田 - マニラ線・ハノイ線・ジャカルタ線・ロンドン/ヒースロー線・パリ/CDG線・バンクーバー線・ミュンヘン線の計7路線と東京/成田 - デュッセルドルフ線をいずれも1日1便で就航開始[37][53][54][55][56][51][57][58][59]。
  - （就航開始） スカイマークが、東京/羽田 - 沖縄/那覇 - 石垣線を1日4便で就航開始[60][61][43]。
  - （就航開始） スターフライヤーが、名古屋/中部 - 福岡線を1日3便で就航開始[62][63][64]。
  - （就航開始&運航再開） アイベックスエアラインズが、大阪/伊丹 - 札幌/新千歳線を1日2便、福岡 - 小松線を1日1便で就航開始。大阪/伊丹 - 大分線、仙台 - 札幌/新千歳線（それぞれ1日1便）を運航再開[45]。
  - （就航開始） フジドリームエアラインズ（静岡県静岡市清水区）が、名古屋/小牧 - 山形線を1日1便で就航開始[65]。
  - （運航再開） 中国国際航空が、仙台 - 上海/浦東 - 北京/首都線を週2便（水・日）で運航再開[66][67]。
  - （就航開始） 香港航空（香港）が、鹿児島 - 香港線を週2便（木・日）で就航開始[68][69][70]。
  - （路線移管） チャイナエアライン（台湾・桃園県）が、大阪/関西 - 台中線を1日1便で就航開始。一方、子会社のマンダリン航空（台湾・台北市）が、大阪/関西 - 台中線（週5便 火・水・金・土・日）を運休[71]。
  - （就航開始） フィリピン航空（フィリピン・パサイ）が、東京/羽田 - マニラ線を1日2便で就航開始[72][73][74]。
  - （就航開始） セブパシフィック航空（フィリピン・パサイ）が、東京/成田 - マニラ線を1日1便、名古屋/中部 - マニラ線を週4便（火・木・土・日）でそれぞれ就航開始[75][76][77]。
  - （就航開始） ジェットスター航空が、大阪/関西 - ケアンズ - メルボルン線を週2便（月・金）で就航開始[78]。
  - （就航開始） エールフランス（フランス・パリ）が、東京/羽田 - パリ/CDG線を週10便（1日1便・月・木・土）で就航開始[79][80][81][82]。
  - （就航開始&路線統合） ルフトハンザドイツ航空が、東京/羽田 - フランクフルト線・ミュンヘン線をいずれも1日1便で就航開始。また、東京/成田 - フランクフルト線と大阪/関西 - フランクフルト線を統合し、「東京/成田 - 大阪/関西 - フランクフルト線」として1日1便で就航開始[83][84][85]。
  - （運休） デルタ航空が、東京/成田 - サンフランシスコ線（週5便 月・水・金・土・日）を運休[86]。
  - （アライアンス脱退） 昨年12月9日にアメリカン航空と統合された、USエアウェイズ（アメリカ・アリゾナ州テンピ）が、スターアライアンスを脱退[87][88]。
  - （アライアンス脱退） TAM航空（ブラジル・サンパウロ）が、スターアライアンスを脱退[89][90]。
- 3月31日
  - （機材退役） 全日本空輸のボーイング747-400D型機 （通称・ジャンボ）が沖縄/那覇発東京/羽田行きをもって、ボンバルディアDHC-8-Q300型機が三宅島発東京/羽田行きをもって、それぞれ退役[91][92][93][94][95][96][97][98][99][100][101][102]。
  - （運休） 全日本空輸が、東京/羽田 - 三宅島線（1日1便）を運休[38]。
  - （運休） スカイマークが、東京/羽田 - 旭川線（1日1便）・熊本線（1日3便）、東京/成田 - 旭川線（1日1便）をそれぞれ運休[41][103][104][43]。
  - （アライアンス移籍） 昨日スターアライアンスを脱退した、USエアウェイズが、ワンワールドに正式加盟[105][88][106][107]。
  - （アライアンス移籍） 昨日スターアライアンスを脱退した、TAM航空が、ワンワールドに正式加盟[89][108][90][106][107]。

### 4月
- 4月1日
  - （就航開始） スカイマークが、米子 - 東京/羽田線（1日2便）・札幌/新千歳線・沖縄/那覇線（いずれも1日1便）、大阪/神戸 - 仙台線（1日2便）をそれぞれ就航開始[109][110][43][111]。
  - （営業開始） ANAホールディングス（東京都港区東新橋）子会社の、航空貨物事業会社「ANA Cargo」が営業開始[112][113][114]。
- 4月2日
  - （就航開始） 新中央航空（茨城県龍ケ崎市）が、調布 - 三宅島線を1日3便で就航開始[115][116][117]。
  - （就航開始） チャイナエアラインが、石垣 - 台北/桃園線を週2便（水・土）で就航開始[71]。
  - （就航開始） アリタリア-イタリア航空（イタリア・ローマ県フィウミチーノ）が、東京/成田 - ヴェネツィア線を週2便（水・金）で就航開始[118][119][120]。
- 4月3日
  - （廃止） 足寄ヘリポート（北海道足寄郡足寄町）が、供用廃止[121]。
- 4月4日
  - （運航再開） ウズベキスタン航空（ウズベキスタン・タシュケント）が、東京/成田 - タシュケント線を週2便（水・金）で運航再開[122]。
  - （破産） 経営破綻によって2010年8月から運航を停止していた、メキシカーナ航空（メキシコ・メキシコシティ）が、裁判所から破産宣告を受けた。2013年10月、「メッド・アトランティカグループ」がメキシカーナ航空の債務超過を解消させ、運航再開させることを発表していたが、破産宣告によって道が絶たれることとなった[123]。
- 4月10日
  - （就航開始） 香港エクスプレス航空（香港）が、福岡 - 香港線を1日1便で就航開始[124]。
- 4月15日
  - （就航開始） 吉祥航空が、大阪/関西 - 上海/浦東線を1日1便で就航開始[125][126]。
- 4月18日
  - （就航開始&運航再開） スカイマークが、名古屋/中部 - 茨城線を1日1便で運航再開。福岡 - 茨城線を1日2便で就航開始[127][128][43]。
- 4月30日
  - （就航開始） ジェットスター航空が、東京/成田 - メルボルン線を週4便（月・水・木・土）で就航開始[129][130][131]。
  - （運休） マレーシア航空（マレーシア・セランゴール州）が、東京/成田 - ロサンゼルス線（週4便 月・水・金・日）を運休[132][133]。

### 5月
- 5月1日
  - （アライアンス加盟） スリランカ航空（スリランカ・コロンボ）が、ワンワールドに正式加盟[134][135][136]。
- 5月7日
  - （運休） ジェットスター航空が、大阪/関西 - ゴールドコースト線（週3便 水・土・日）を運休[137]。
- 5月27日
  - （開港） ハマド国際空港（通称・新ドーハ国際空港）（カタール・ドーハ）が、開港[138][139][140]。
- 5月30日
  - （運休） トランスアジア航空（台湾・台北市）が、釧路 - 台北/桃園線（週1便 金）を運休[141]。

### 6月
- 6月15日
  - （就航開始） ガルーダ・インドネシア航空が、東京/羽田 - ジャカルタ線を1日1便で就航開始[142][143][144][145][146][147]。
- 6月17日
  - （就航開始） エバー航空（台湾・桃園県）が、沖縄/那覇 - 台北/桃園線を1日1便で就航開始[148]。
- 6月18日
  - （就航開始） カタール航空（カタール・ドーハ）が、東京/羽田 - ドーハ線を1日1便で就航開始[149][150]。
- 6月26日
  - （就航開始） ジェットスター・アジア航空（シンガポール）が、福岡 - バンコク/スワンナプーム - シンガポール線を1日1便で就航開始[151][152][153][154]。
- 6月30日
  - （運休） ハワイアン航空（アメリカ・ハワイ州ホノルル）が、福岡 - ホノルル線（1日1便）を運休[155][156]。

### 7月
- 7月1日
  - （就航開始） 全日本空輸が、大阪/伊丹 - 青森線を1日3便、札幌/新千歳 - 青森線を1日2便でそれぞれ就航開始[38][157]。
  - （就航開始） バニラ・エアが、東京/成田 - 奄美線を1日1便で就航開始[158][159][160][161]。
  - （就航開始） ヤクーチヤ航空が、ソウル - ウランウデ線に就航開始。[162]
  - （就航開始） アイベックスエアラインズが、大阪/伊丹 - 新潟線を1日1便で就航開始[45][163]。
  - （就航開始） ベトナム航空（ベトナム・ハノイ）が、東京/羽田 - ハノイ線を1日1便で就航開始[164][165]。
  - （就航開始） エア・カナダ（カナダ・モントリオール）が、東京/羽田 - トロント線を1日1便で就航開始[166][167]。
- 7月11日
  - （アライアンス加盟） エア・インディア（インド・ムンバイ）が、スターアライアンスに正式加盟[168][169][170]。
- 7月16日
  - （就航開始） ベトナム航空が、東京/成田 - ダナン線を週4便（水・木・土・日）で就航開始[171][172][173][174]。
- 7月17日
  - （航空事故） アムステルダム発クアラルンプール行きのマレーシア航空 MH17便 （ボーイング777-200ER型機）が、ウクライナ東部・ドネツク州で墜落（マレーシア航空17便撃墜事件参照）[175]。
- 7月18日
  - （就航開始） 春秋航空が、大阪/関西 - 武漢線・天津線をともに週4便（火・木・金・日）で就航開始[176][177][178]。
- 7月19日
  - （就航開始） 日本航空が、大阪/伊丹 - 女満別線を1日1便で就航開始[36][179]。
  - （就航開始） Peach Aviationが、沖縄/那覇 - 福岡線を1日1便で就航開始。また、那覇空港を第2ハブ化[180][181][182][183]。
  - （就航開始） 春秋航空が、大阪/関西 - 重慶線を週3便（月・水・土）で就航開始[177][178]。
- 7月21日
  - （路線再分割） ルフトハンザドイツ航空が、東京/成田 - 大阪/関西 - フランクフルト線（1日1便）を分離し、東京/成田 - フランクフルト線と大阪/関西 - フランクフルト線としてそれぞれ1日1便で運航開始[184][185]。
- 7月23日
  - （航空事故） 高雄発馬公行きのトランスアジア航空 GE222便 （ATR 72型機）が、台湾・澎湖島の馬公空港の付近にて着陸に失敗し墜落（トランスアジア航空222便着陸失敗事故参照）[186]。
- 7月24日
  - （航空事故） ワガドゥグー発アルジェ行きのアルジェリア航空 AH5017便[187] （マグドネル・ダグラス MD-83型機）が、マリ北部で墜落（アルジェリア航空5017便墜落事故参照）[188][189]。
- 7月31日
  - （就航開始） オーロラ（ロシア連邦・ユジノサハリンスク）が、東京/成田 - ウラジオストク線を週1便（木）で就航開始[190]。

### 8月
- 8月1日
  - （就航開始） 日本航空が、大阪/伊丹 - 信州まつもと線（1日1便）、名古屋/中部 - とかち帯広線、札幌/新千歳 - 出雲線（いずれも週4便 月・水・金・日）をそれぞれ就航開始[36][191][192][193][194][195][196][197][198]。
  - （就航開始） 春秋航空が設立した「春秋航空日本」（千葉県成田市）が、成田国際空港をハブに広島線（1日2便）・高松線（1日1便）・佐賀線（1日2便）をそれぞれ就航開始[199][200][201][202][203][204][205]。
- 8月2日
  - （就航開始） 日本航空が、名古屋/中部 - 釧路線、札幌/新千歳 - 徳島線（いずれも週3便 火・木・土）をそれぞれ就航開始[36][192][193][206]。
- 8月10日
  - （航空事故） セパハン航空の小型旅客機（An-140）が、メヘラーバード国際空港を離陸直後に墜落、39人が死亡（セパハン航空5919便墜落事故参照）[207]。

### 9月
- 9月29日
  - （機種変更） オーストラリアのカンタス航空が世界最長路線シドニー～ダラス便に世界最大級のエアバスA380を導入[208]。

### 10月
- 10月1日
  - （吸収合併） JALエクスプレスが日本航空に吸収合併される。